# Araujia
Genre
Classification phylogénétique
Araujia est un genre de lianes de la famille des Apocynacées.

## Description
Il s'agit de lianes à floraison estivale, aux feuilles opposées.
Comme les espèces de la sous-famille, les plantes du genre ont une fleur régulière, hermaphrodite, parfumée, au calice à cinq sépales, une corolle gamopétale et cinq étamines, alternes aux divisions de la corolle. Les deux ovaires forment des fruits à follicules épais, déhiscents à graines nombreuses.

## Distribution
Les espèces du genre sont originaires principalement d'Amérique du Sud.
L'espèce Araujia sericifera s'est diffusée comme plante ornementale dans l'ensemble des pays à climat tempéré. Sa forte robustesse alliée à une production importante de graines l'ont rendue envahissante dans certains milieux.

## Position taxinomique et historique
Le genre appartient à la sous-famille Asclepiadoideae, tribu Asclepiadeae, sous-tribu Oxypetalinae.
Le genre a été décrit par Felix de Avellar Brotero en 1818 dans le volume 12 du Transactions of the Linnean Society of London avec son espèce type Araujia sericifera. Il le dédie à António Araújo de Azevedo, politicien et botaniste portugais.
Durant le XIXe siècle, la totalité des espèces du genre ont été décrites par divers auteurs : John Lindley, George Don, Joseph Decaisne... La parenté avec le genre Schubertia a entraîné quelques synonymies et difficultés de classement.
En 2001, en synthèse de travaux de phylogénétique, les annales du Jardin botanique du Missouri publient l'essentiel d'un volume sur les relations phylogénétiques des Apocynacées : la place du genre Araujia dans la sous-tribu Oxypetalinae y est confirmée.
En juillet 2011, Alessandro Rapini, Jorge Fontella Pereira et David John Goyder complètent le genre de sept nouvelles espèces principalement issues du genre Morrenia.

## Liste d'espèces
La liste des espèces a été constituée à partir des index IPNI (International Plant Names Index) et Tropicos (Index du jardin botanique du Missouri), à la date de septembre 2011.

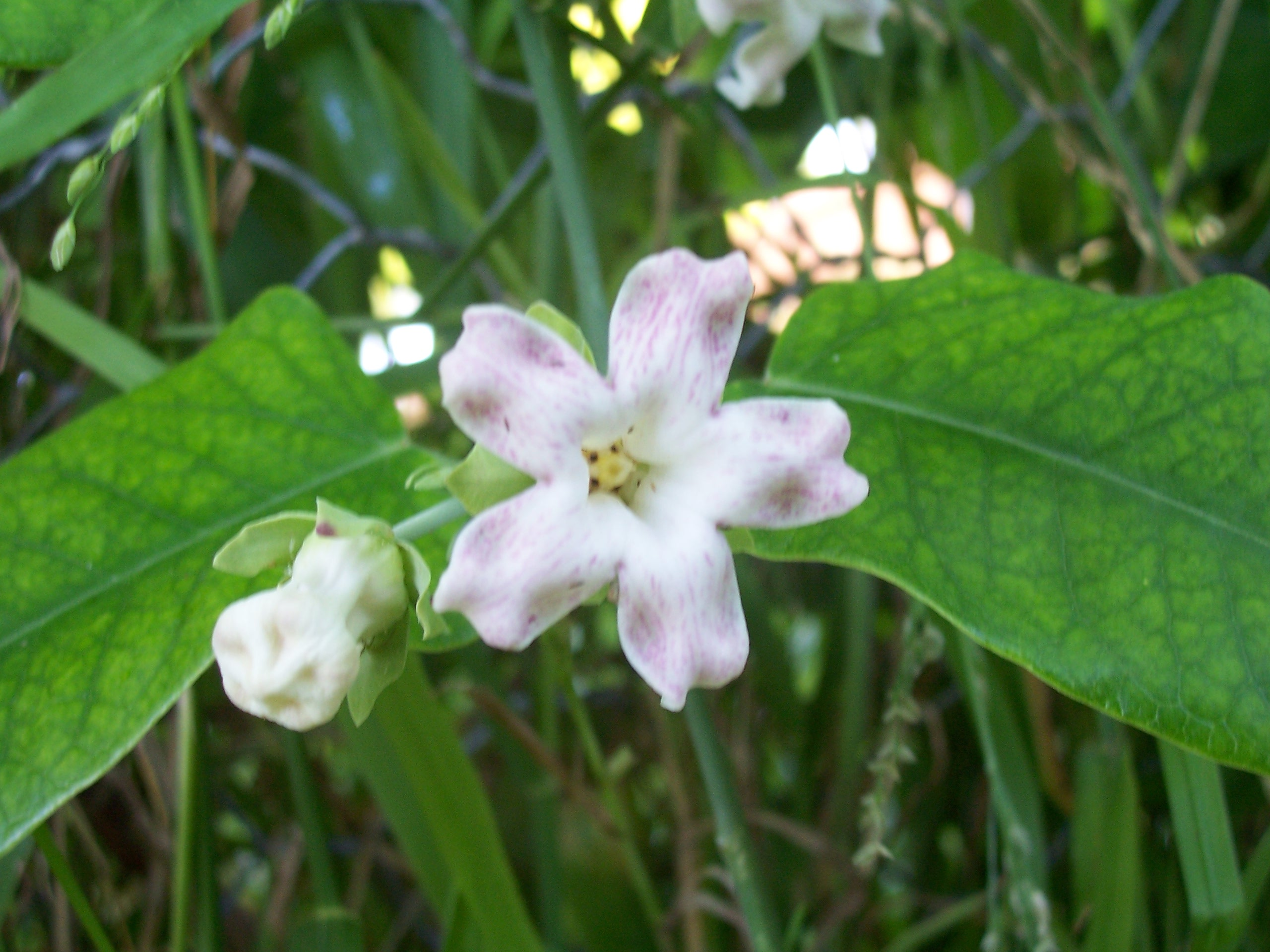
fleurs de Araujia sericifera

Les espèces maintenues dans le genre sont en caractères gras :
- Araujia albens G.Don (1837) : voir Araujia sericifera Brot.
- Araujia angustifolia (Hook. & Arn.) Steud. (1841) - synonyme : Physianthus angustifolius Hook. & Arn.
- Araujia brachystephana (	Griseb. ) Fontella & Goyder (2011) - synonyme : Morrenia brachystephana Griseb.
- Araujia calycina Decne. (1844) - synonyme : Araujia sericifera fo. calycina (Decne.) Malme
- Araujia fusca Griseb. (1879) : voir Araujia megapotamica (Spreng.) G.Don
  - Araujia fusca var. pallidiflora Griseb. (1879) : voir Araujia megapotamica (Spreng.) G.Don
- Araujia grandiflora (Mart. & Zucc.) Morong (1893) : voir Schubertia grandiflora Mart. & Zucc.
- Araujia graveolens (Lindl.) Mast. - synonyme : Schubertia graveolens Lindl.
- Araujia hassleriana (Malme ) Fontella & Goyder (2011) - synonyme : Morrenia hassleriana Malme
- Araujia herzogii (Schltr. ) Fontella & Goyder (2011) - synonyme : Morrenia herzogii Schltr.
- Araujia hortorum E.Fourn. (1885) : voir Araujia sericifera Brot. - synonyme : Araujia sericifera fo. hortorum (E.Fourn.) Malme
- Araujia megapotamica (Spreng.) G.Don - synonyme : Araujia fusca Griseb.
- Araujia odorata (Hook. & Arn.) Fontella & Goyder (2011) - synonymes : Cynanchum odoratum Hook. & Arn., Morrenia intermedia T.Mey., Morrenia odorata (Hook. & Arn.) Lindl.
- Araujia plumosa Schltr. (1885)
- Araujia scalae (Hicken ) Fontella & Goyder (2011) - synonymes : Hickenia scalae (Hicken) Lillo, Oxypetalum scalae Hicken
- Araujia sericifera Brot. (1818)[2] - synonyme : Araujia albens G.Don
  - Araujia sericifera fo. calycina (Decne.) Malme : voir Araujia calycina Decne.
  - Araujia sericifera fo. hortorum (E.Fourn.) Malme (1900) : voir Araujia sericifera Brot. - synonyme : Araujia hortorum E.Fourn.
- Araujia stormiana Morong (1893) : voir Morrenia stormiana (Morong) Malme
- Araujia stuckertiana (Kurtz ex Heger) Fontella & Goyder (2011) - synonymes : Choristigma stuckertianum Kurtz ex Heger, Morrenia stuckertiana (Kurtz ex Heger) Malme
  - Araujia stuckertiana subsp. grandiflora (Malme ) Fontella & Goyder (2011) - synonymes : Morrenia grandiflora Malme, Morrenia stuckertiana subsp. grandiflora (Malme) Goyder
- Araujia subhastata E.Fourn. (1885)
- Araujia undulata Visiani (1832)
- Araujia variegata (Griseb. ) Fontella & Goyder (2011) - synonymes : Oxypetalum variegatum Griseb., Morrenia conectens Malme, Morrenia conectens var. hunzikeri T.Mey., Morrenia variegata (Griseb.) T.Mey., Morrenia variegata var. hunzikeri (T.Mey.) T.Mey.